# المدينة العتيقة (توزر)
أولاد الهادف (المدينة العتيقة بتوزر) هي إحدى المدن العتيقة في البلاد التونسية. يعود تاريخ تأسيسها الى القرن الرابع عشر ميلادي، تمتاز بتصميمها المعماري التقليدي الذي يجمع بين الطابع الجريدي الأصيل والتأثيرات الإسلامية والعربية.
بدأت الدولة التونسية برنامجا لترميم المباني التاريخية بالمدينة القديمة وتطويرها من طرف صندوق حماية المناطق السياحية والتي كان على رأسها الخبير في السياحة الثقافية محمد الفندري. تتميز المدينة العتيقة بتوزر بطابعها المعماري الفريد، حيث يتم توشيح جميع واجهات المنازل والمعالم الدينية باستخدام الآجر المحلي المصنوع من الطين والمجفف في أفران تقليدية. كما يعتمد السكان على خشب النخيل في تسقيف المنازل والممرات المسقوفة، المعروفة محليًا باسم "البراطيل". مرورا بواد البركة و واد اليهود المحيطين بها. و حارة اليهود قبل مدخل المدينة الرئيسي.

## معالم المدينة

#### أبواب المدينة العتيقة
يوجد بالمدينة العتيقة عدة أبواب و أنهج
(تعرف ب" البراطيل" ) أهمها :
- باب المدينة
- باب السوق
- باب الحشيش
- باب العامرية
- باب الصخر
- باب بن غلاّب
- باب المزايكة
- باب أولاد محمد
- برطال محمد الصالح بن حسن
- برطال أولاد بلقاسم
- برطال الخيّاطة
- برطال الغويلي
- برطال عجيلة

و أصبح بعضها يسمى :
- برطال عبد الرزّاق الهادفي
- برطال الفن
- برطال الللة

### المعالم الدينية

#### المساجد

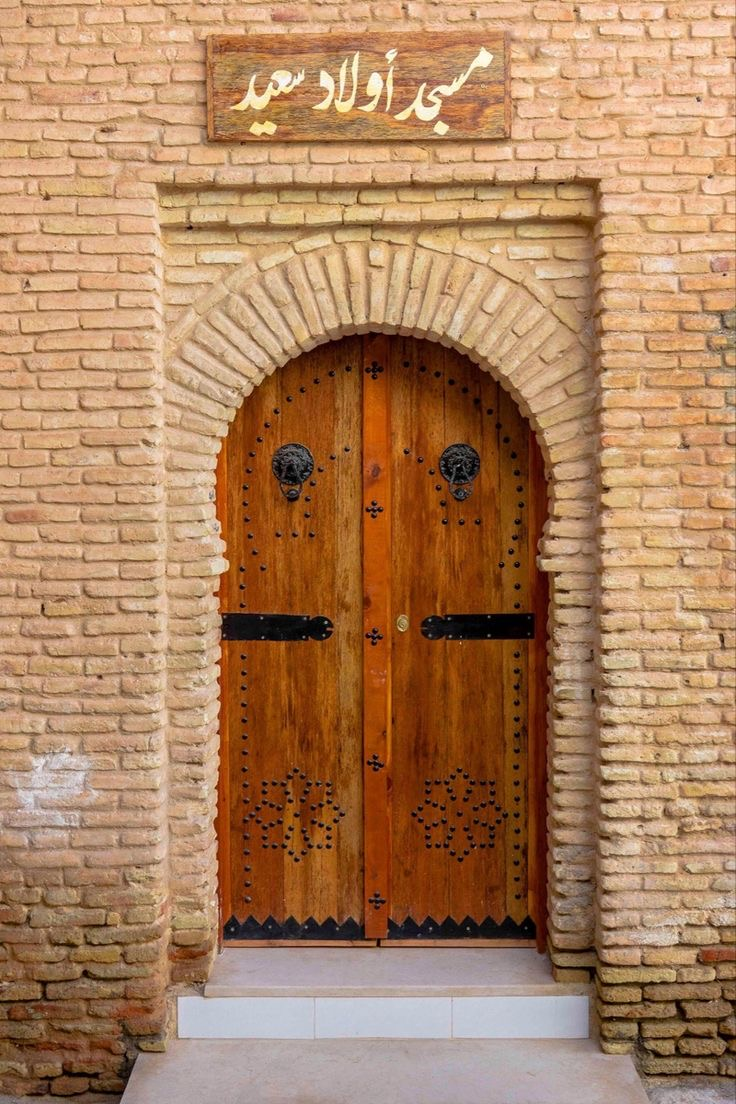
مسجد أولاد سعيد

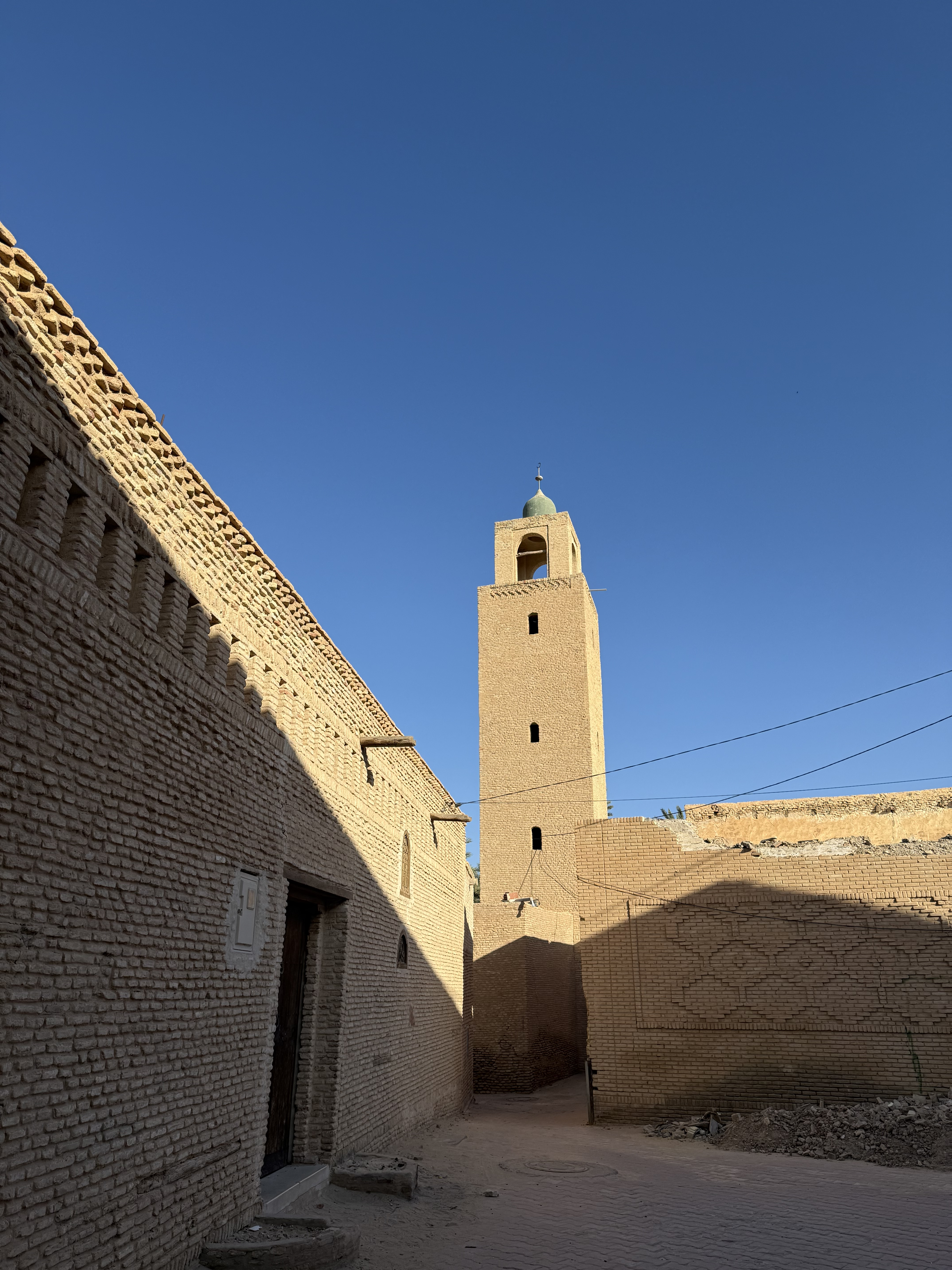
جامع سيدي بن غلاّب

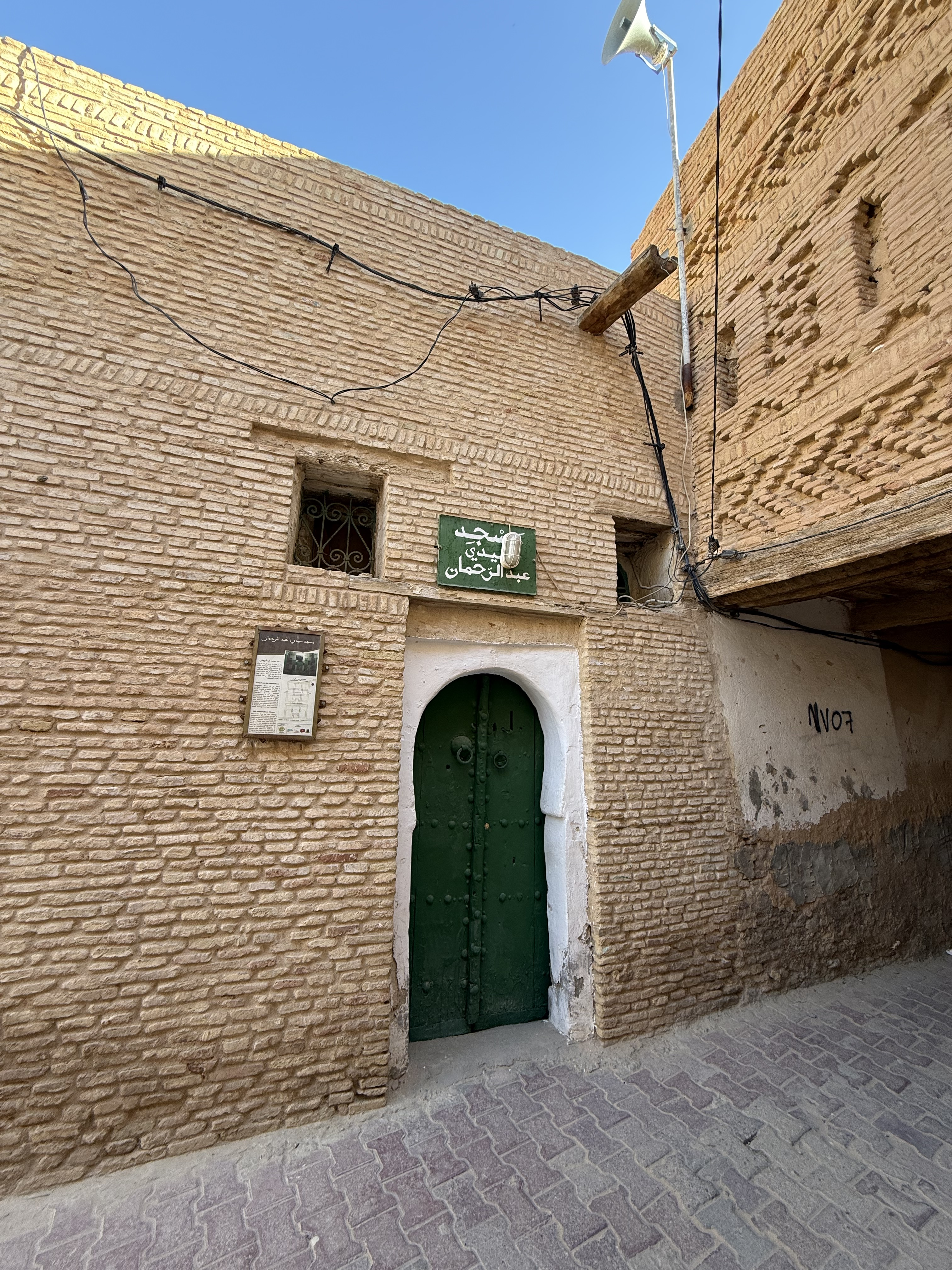
مسجد سيدي عبد الرحمان

- جامع سيدي بن غلاّب يقع جنوب المدينة العتيقة و تم تشييده سنة 1565 ميلادي الموافق ل 972 هـ من قبل أحد مؤسسي الحي, بلقاسم الهادف.[4]
- مسجد سيدي عبد الرحمان يقع وسط المدينة العتيقة. هو معلم من القرن 18 ينسب إلى عبد الرحمان بن السعيد الهادفي أحد أعيان أولاد الهادف و شيخ مدينة توزر و الذي دفن داخل المسجد.[5]
- مسجد أولاد سعيد شيّد سنة 1642 م (1051 هـ) من قبل علي النفاتي الهادفي.
- جامع سيدي عبيد الأخضر ينسب إلى سيدي عبيد الأخضر بن ذويب بن سيدي عبيد الشريف خذير، الذي غادر تلمسان متجها إلى توزر حوالي سنة 1350 م (750 هـ). و تعود أصوله إلى مولاي إدريس مؤسس مدينة فاس.[6]
- مسجد سيدي لصيڨ يقع في الرحبة جهة المدخل الشمالي للمدينة العتيقة.
- مسجد البحبوحة بناه الشيخ علي بورقعة الهادفي حوالي القرن 18.

### الزوايا
إلى جانب وظيفتها كمقابر للأولياء الصالحين، تُعد الزوايا في المدينة العتيقة جزءًا من التراث الديني والتاريخي، حيث تتميز بأهميتها الروحية والمعمارية.

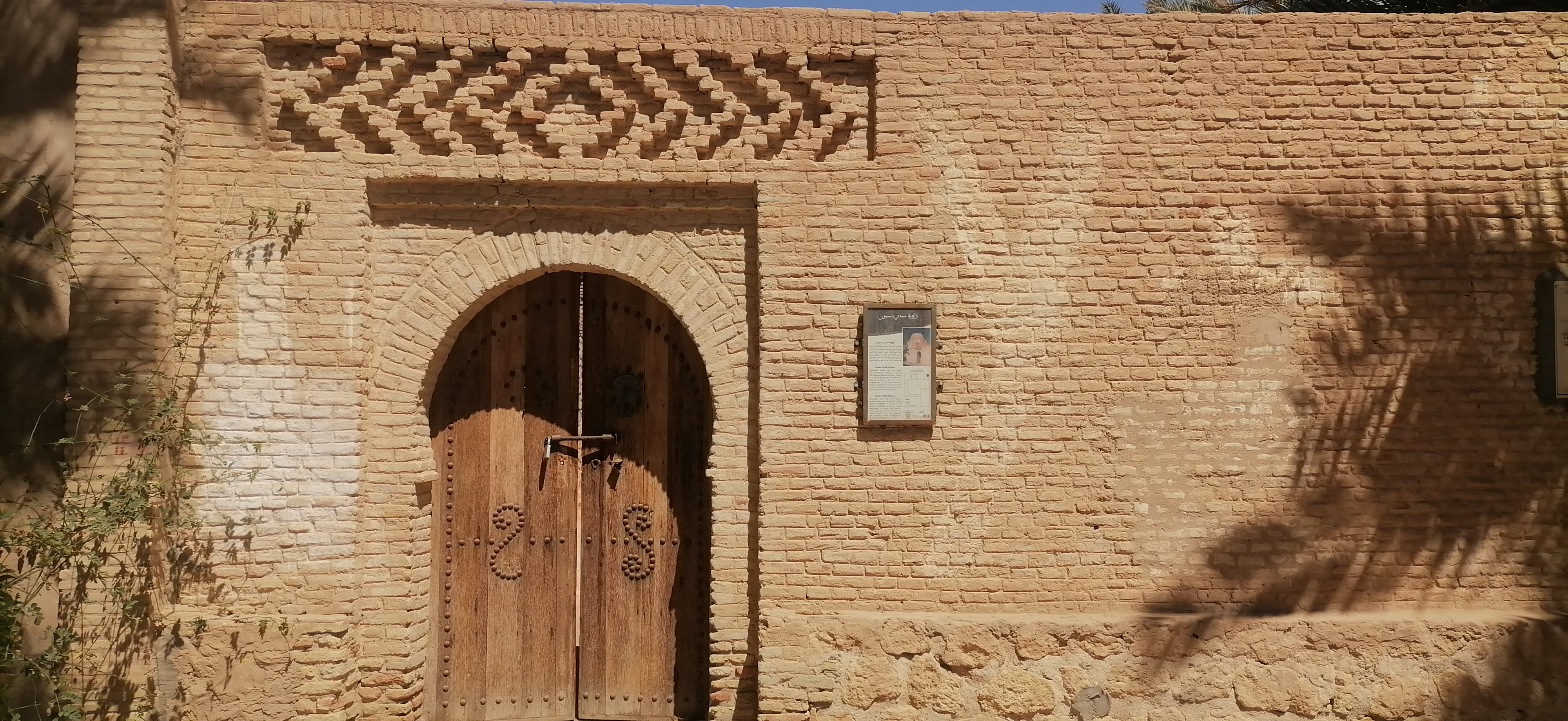
زاوية سيدي ميمون

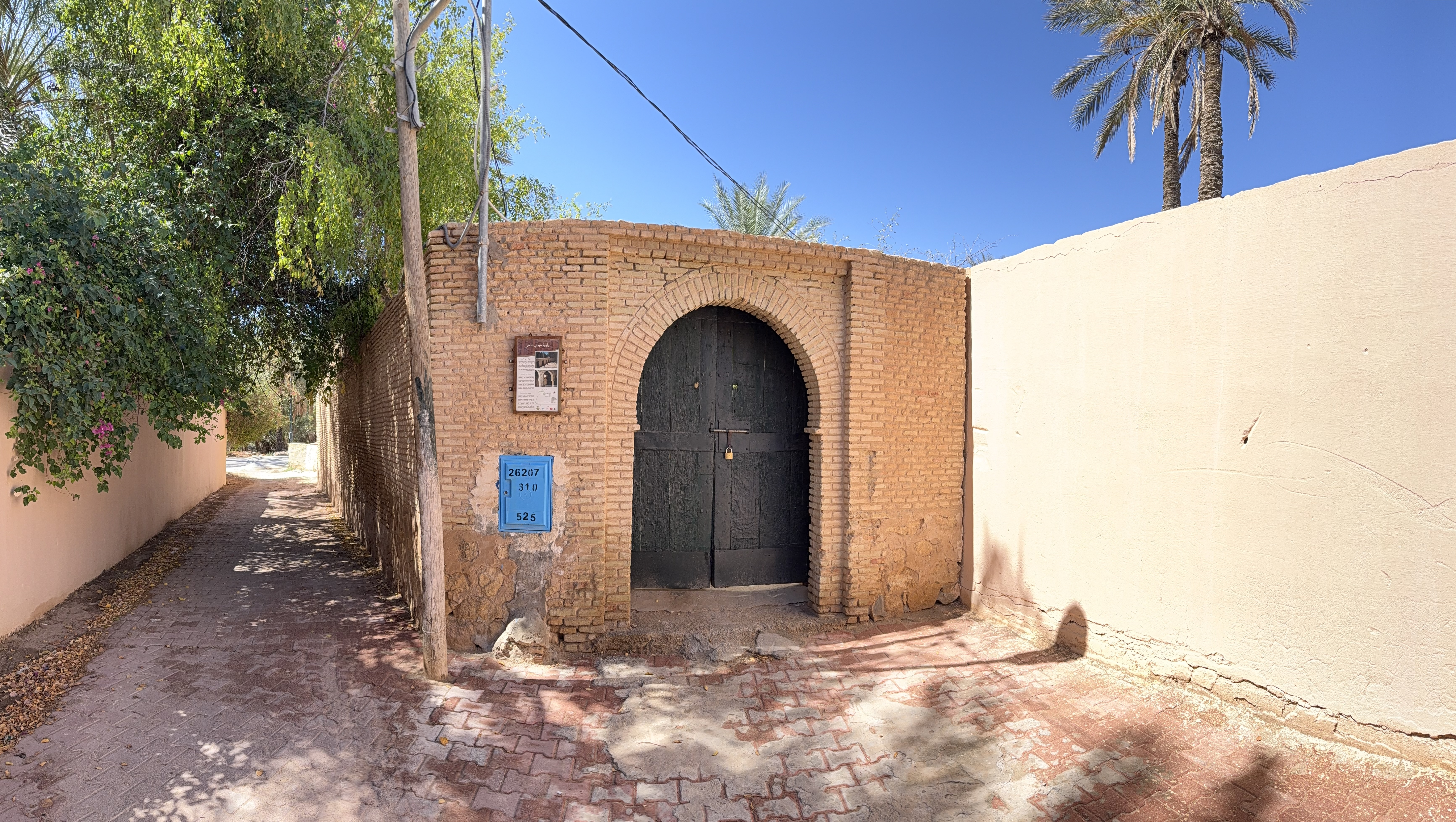
زاوية سيدي ثامر

و من أبرز الزوايا في مدينة توزر العتيقة "أولاد الهادف":
- زاوية سيدي ميمون يعود هذا المعلم، الذي يرجح أنه من القرن 16، إلى الشيخ الصوفي علي بن ميمون المغربي، الذي قدم إلى مدينة توزر وتتلمذ على يد الشيخ أحمد الغوث التباسي. بناه الشيخ بوخذير الهادفي على شكل زاوية سنة 970 هـ/ 1563 م. تعرض لاحقًا للانهيار بسبب العوامل الطبيعية، وأعادت وزارة السياحة ترميم جزء منه سنة 1975.
- زاوية سيدي بن عيسى (الزاوية العيساوية)، تحولت إلى متحف.
- الزاوية الإسماعيلية (المعروفة سابقًا باسم مدرسة الباي أو جامع سيدي عبد الله بوجمرة) تنسب إلى الشيخ إسماعيل الهادفي. تم هدم المدرسة في وقت لاحق، ثم أعيد بناء الزاوية في منتصف القرن العشرين.[7]
- زاوية سيدي ثامر تأسست في القرن 17، وتنسب إلى سيدي ثامر أحد أحفاد سيدي بن أحمد بن عمران بن عبد السلام الأسمر الفيتوري، أحد شيوخ التصوف البارزين، والمدفون في زاويته بمدينة زليتن في ليبيا.الزاوية الإسماعيلية

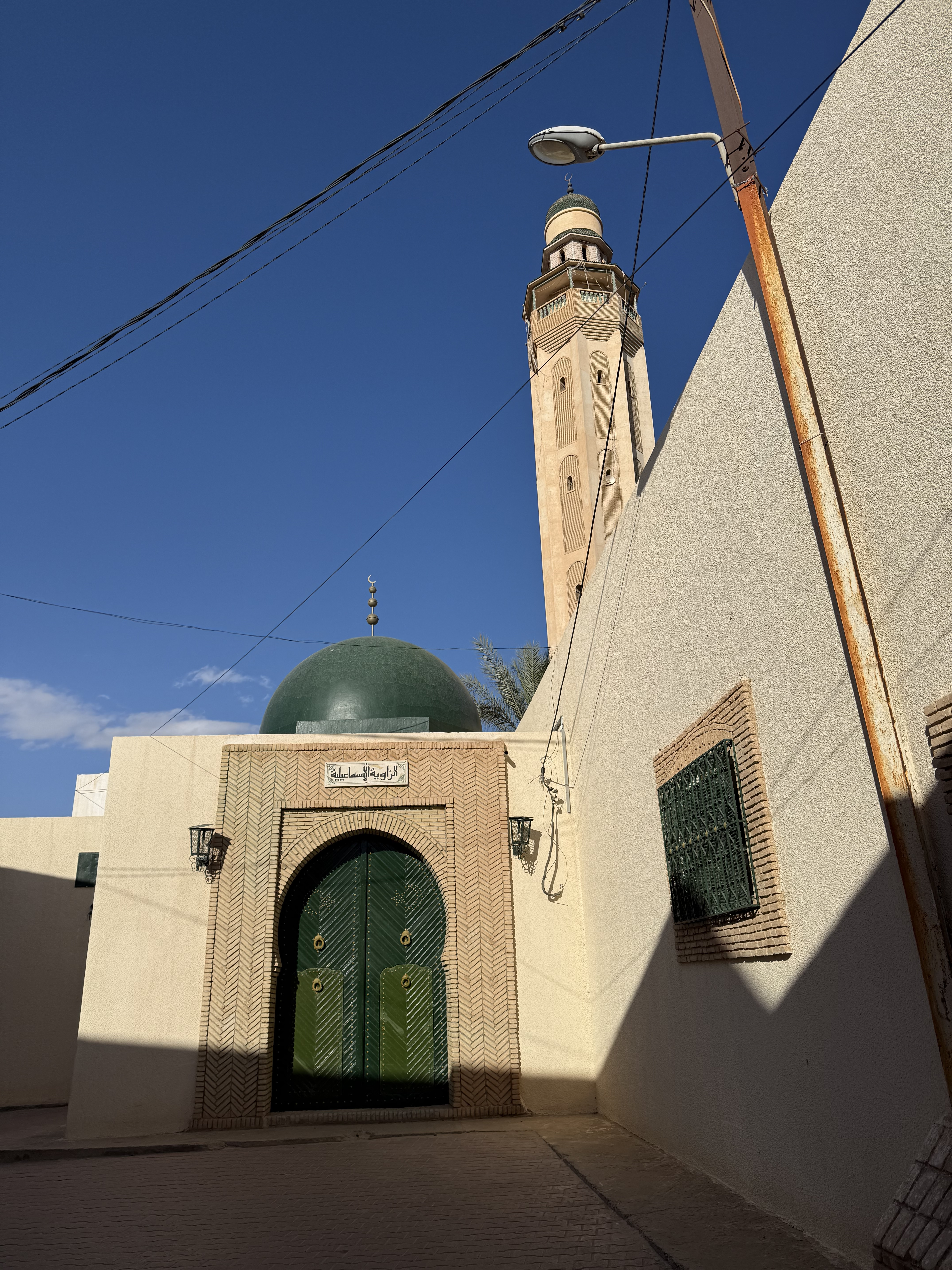
الزاوية الإسماعيلية

## أعلام مدينة توزر العتيقة
- الشيخ إسماعيل بن عثمان الهادفي (مؤسس الزاوية الإسماعيلية).[8]
- نجم الدين العمراني (لاعب سابق في جريدة توزر).[9]

## معرض الصور

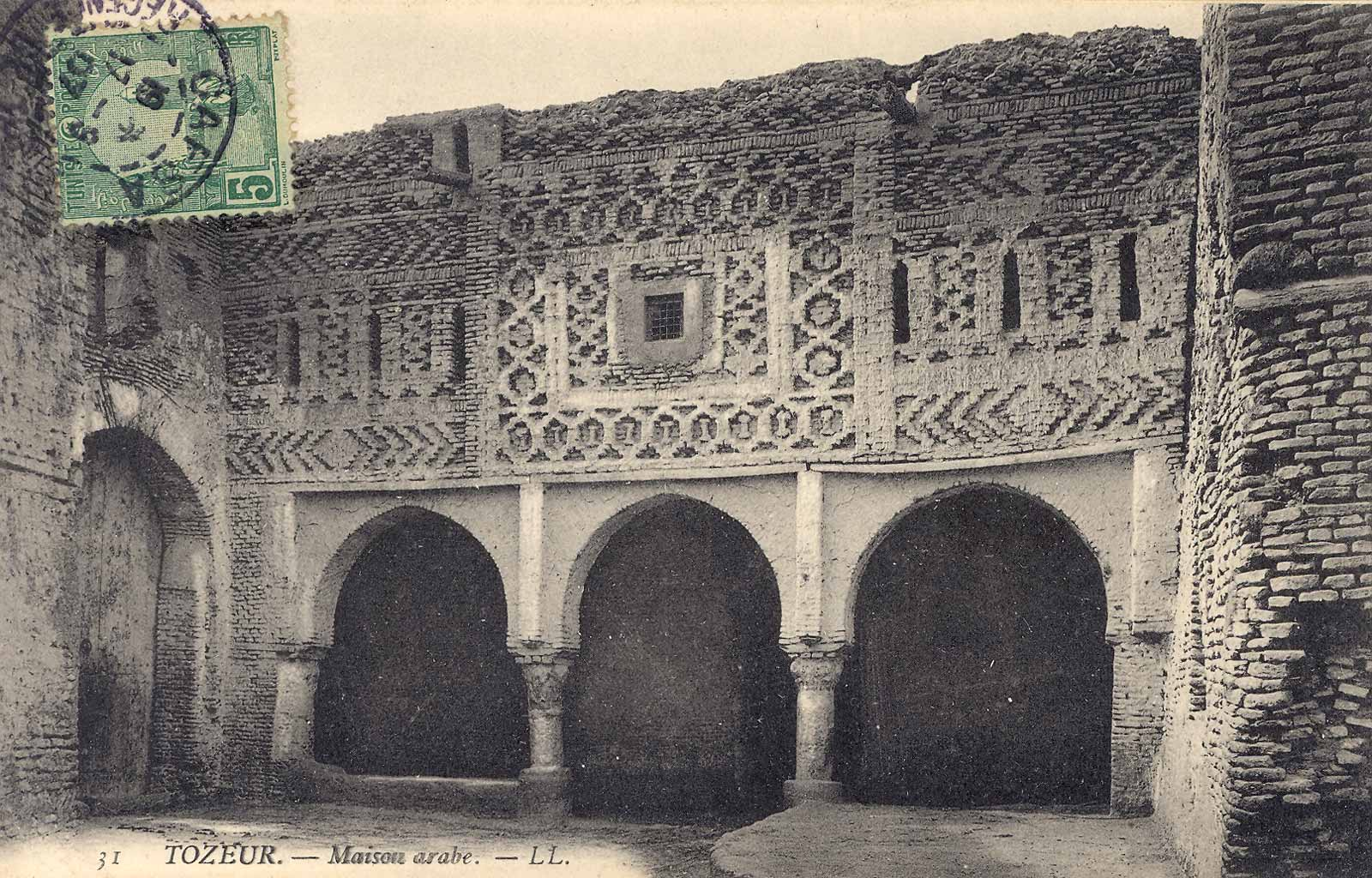
صورة في مطلع القرن العشرين ميلادي.
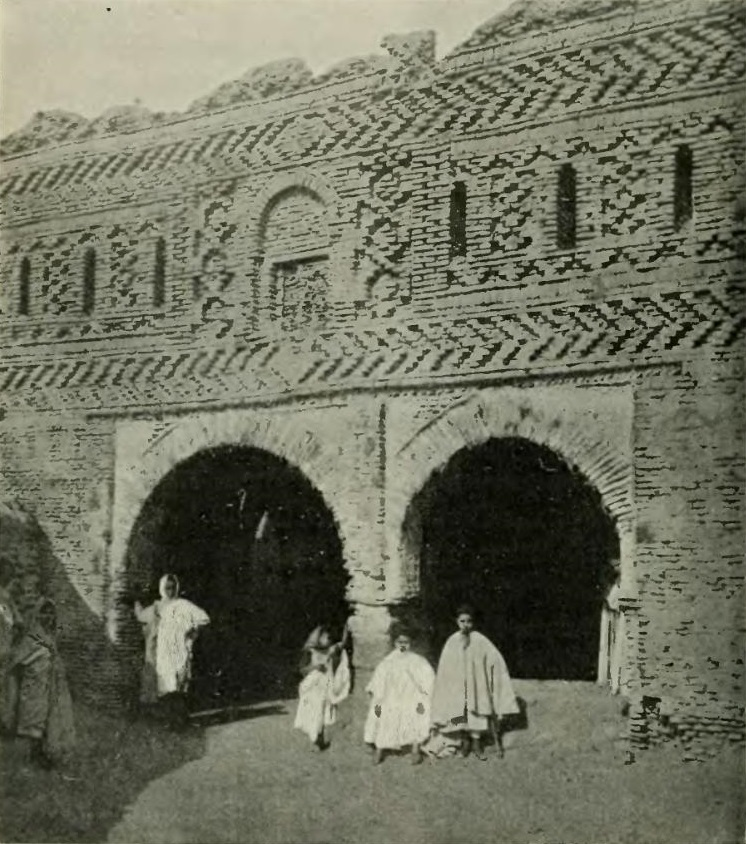
صورة من رواية اجتياح البحر سنة 1905.
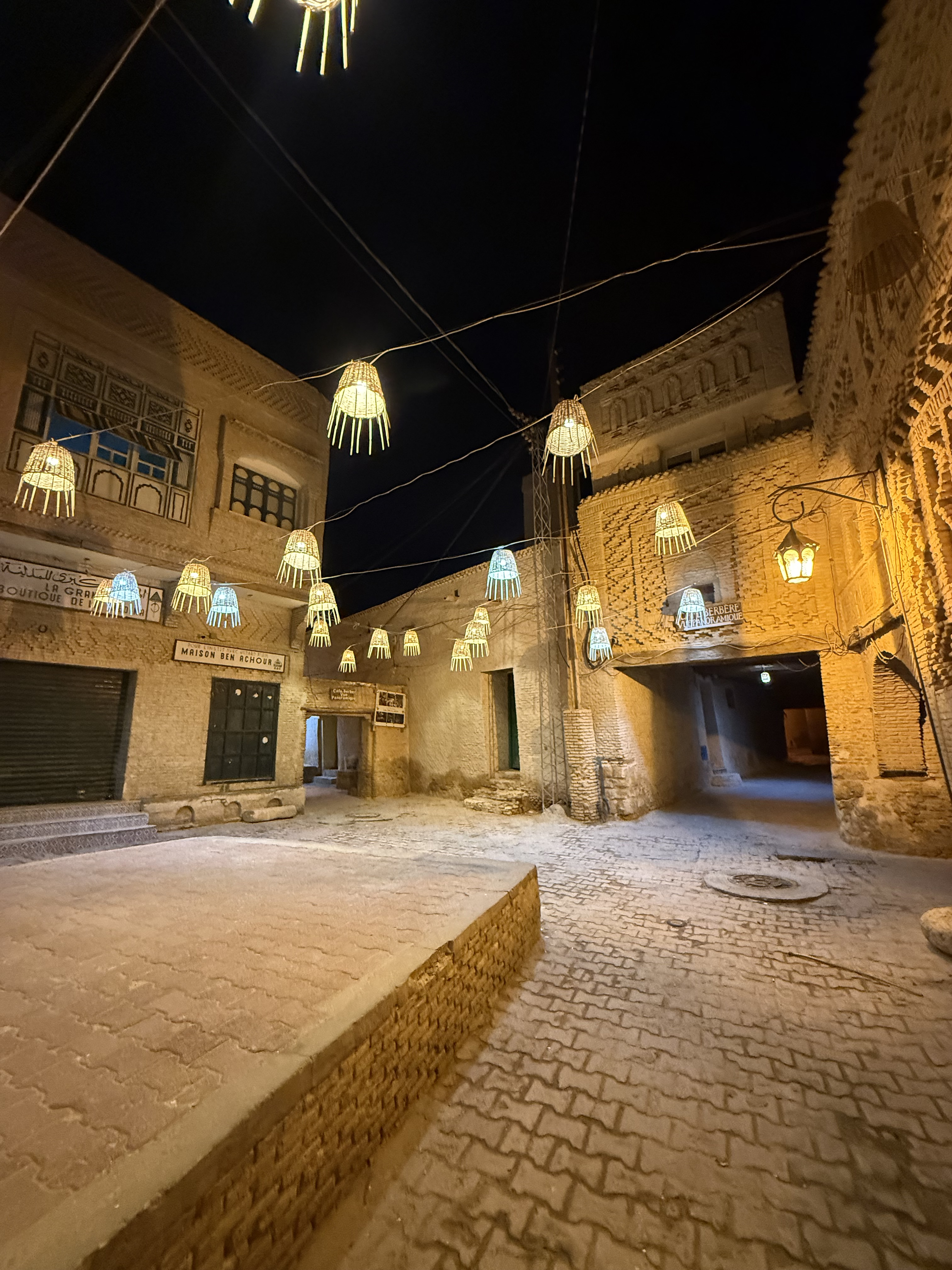
حي أولاد سعيد بالليل.
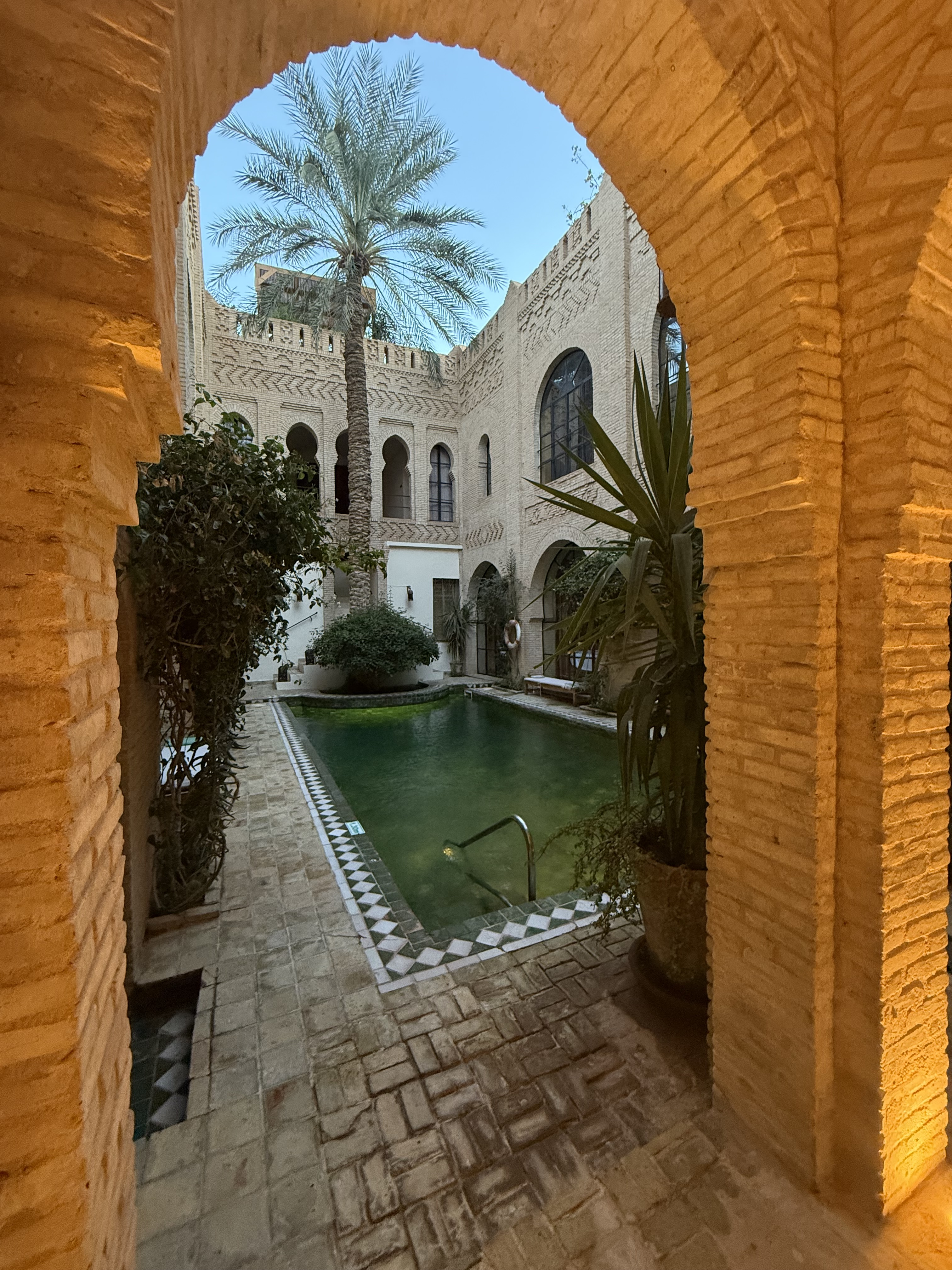
نزل دار توزر بالمدينة العتيقة.
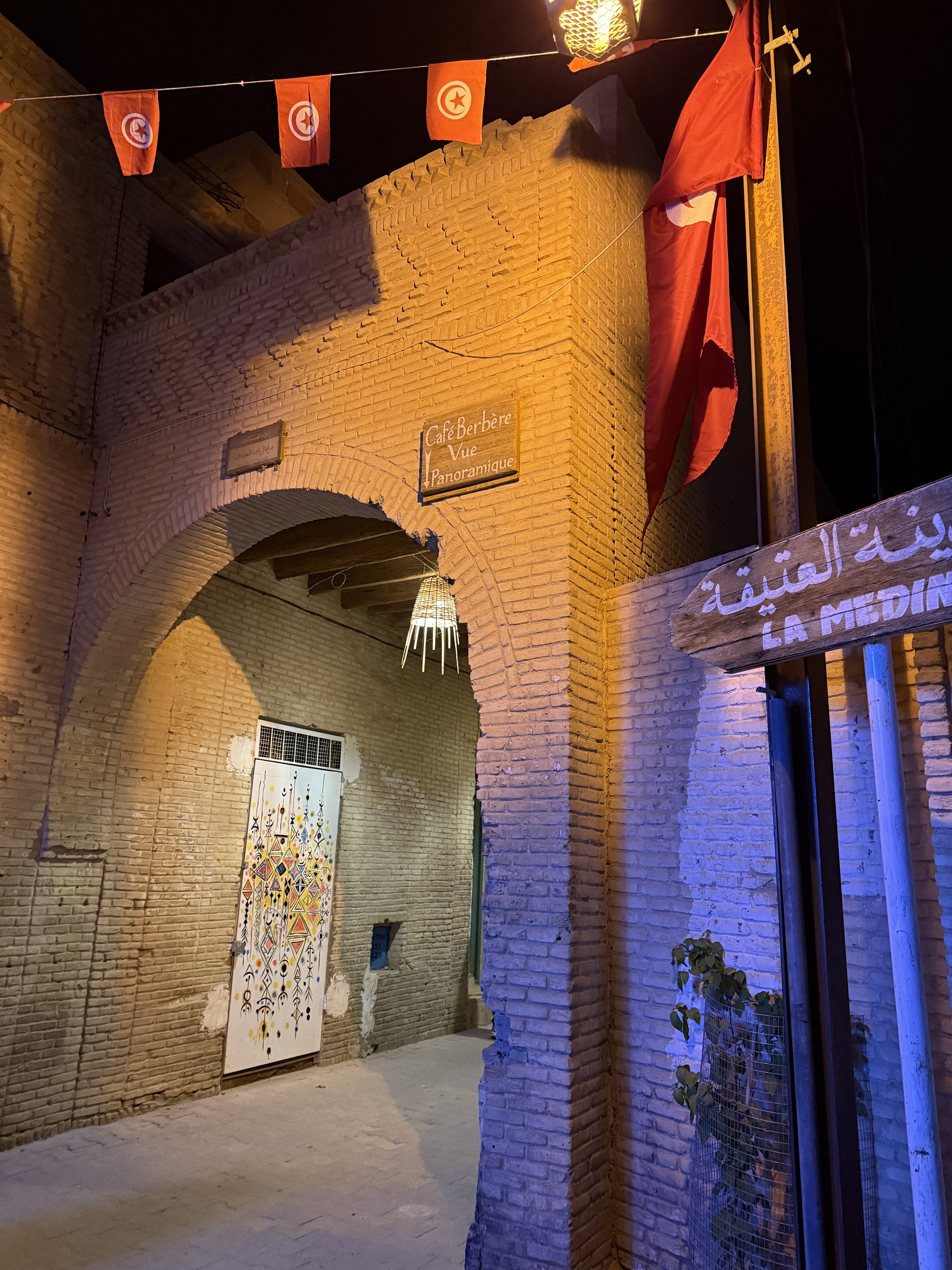
المدخل الرئيسي للمدينة العتيقة، برطال باب الهوادف - شارع النسرين.
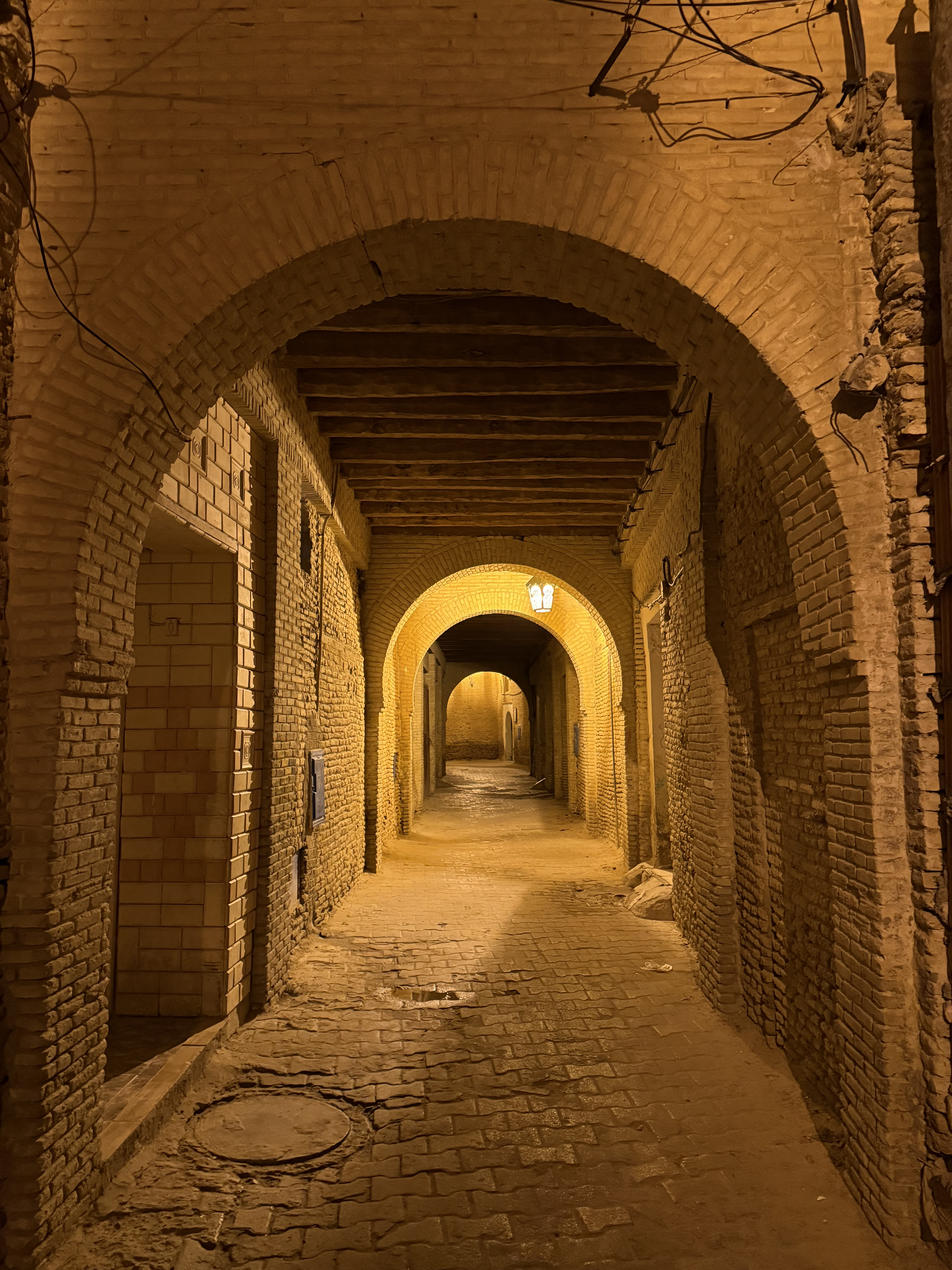
أحد أنهج المدينة العتيقة ليلا
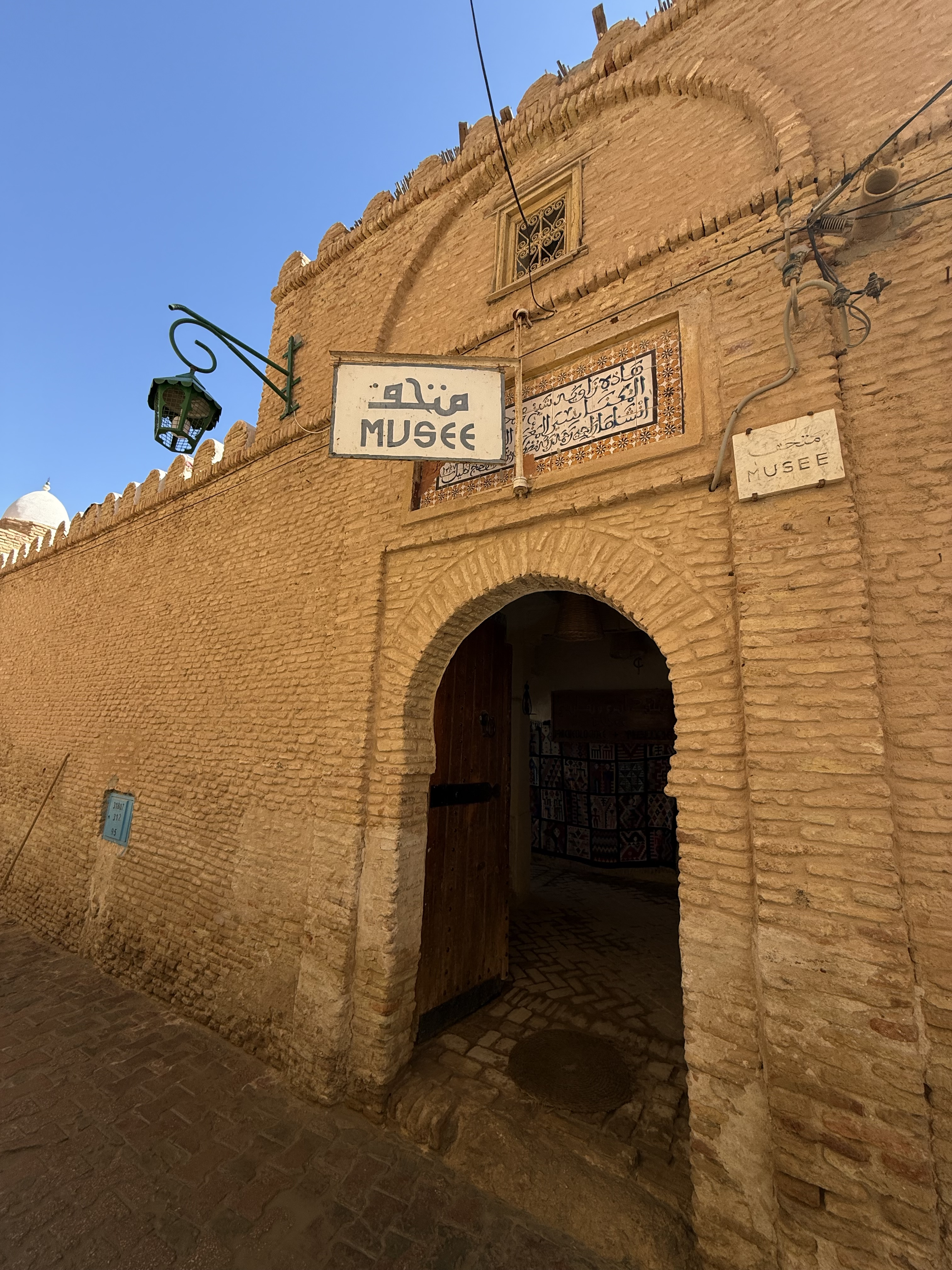
متحف سيدي بن عيسى (الزاوية العيساوية).
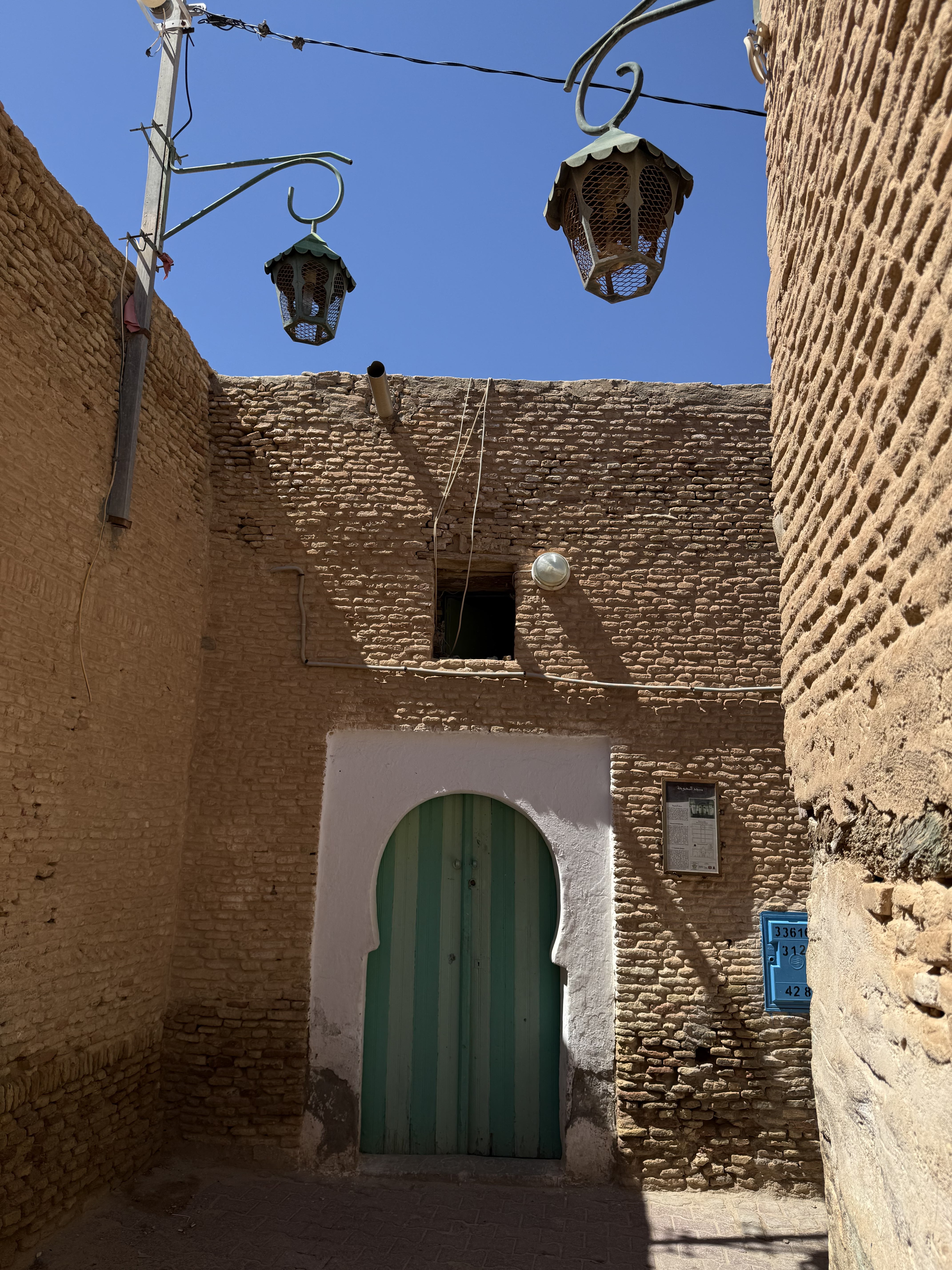
مسجد البحبوحة بالمدينة العتيقة أولاد الهادف
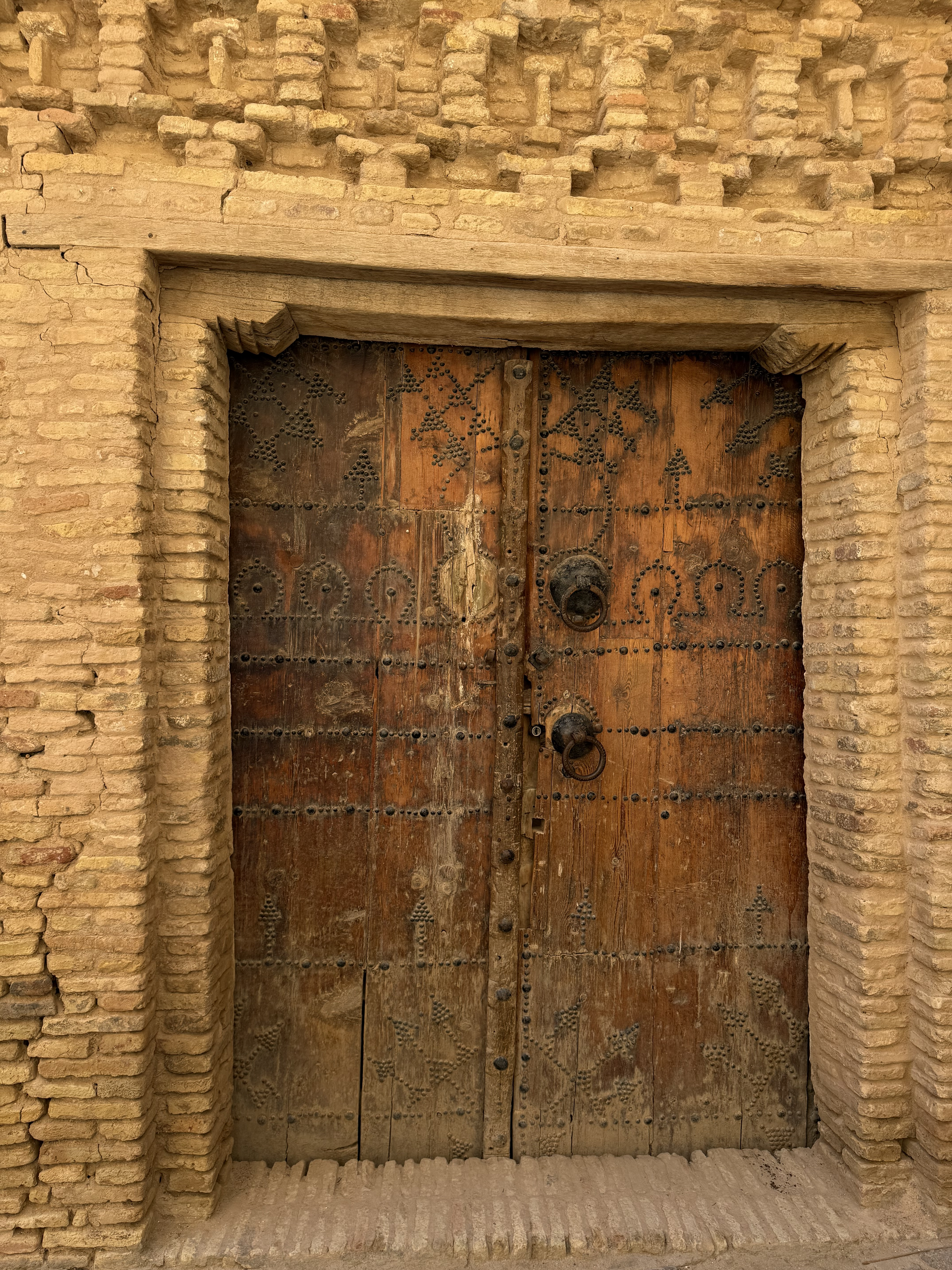
باب خشبي بالمدينة العتيقة.
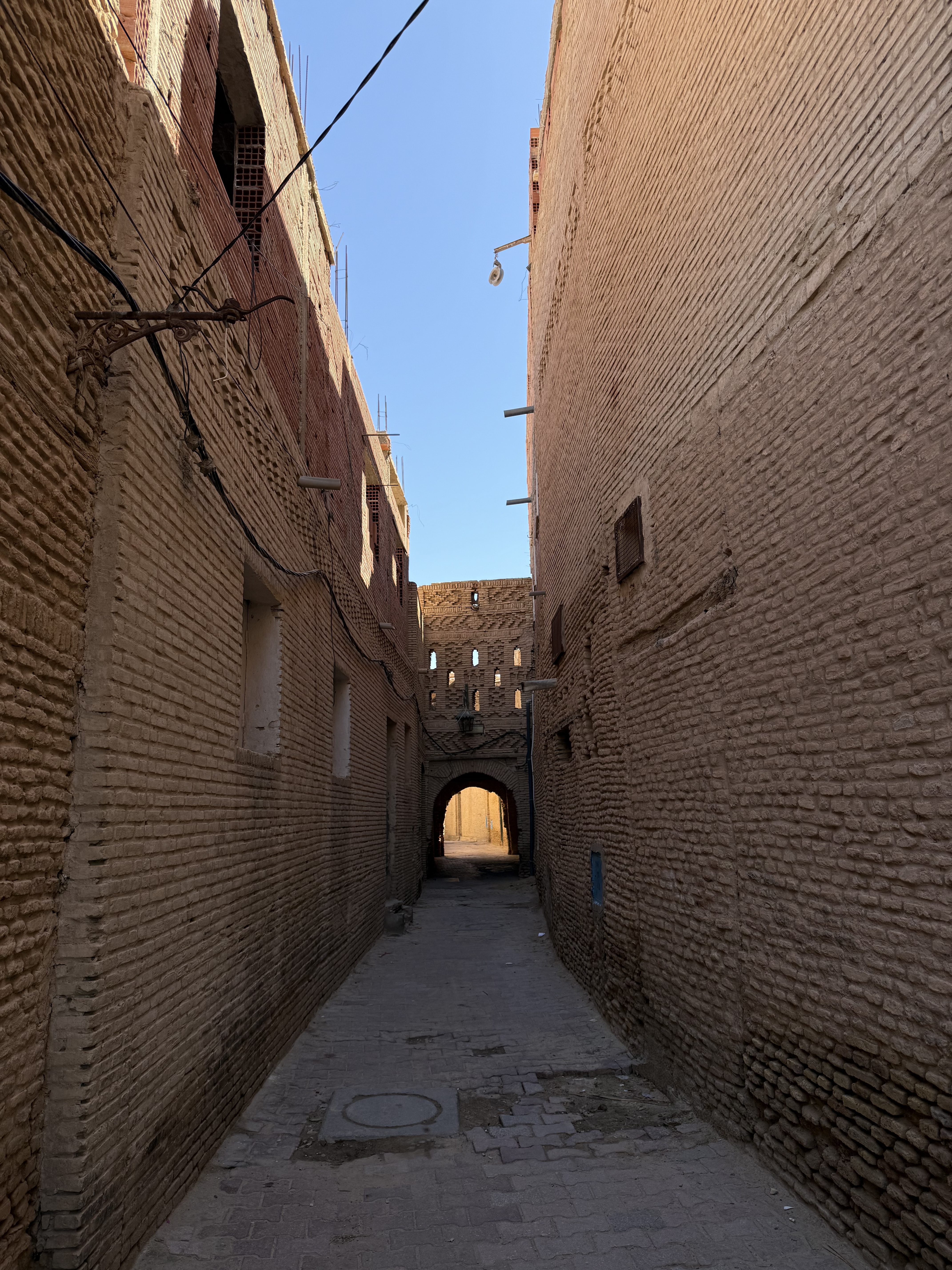
نهج بالمدينة العتيقة
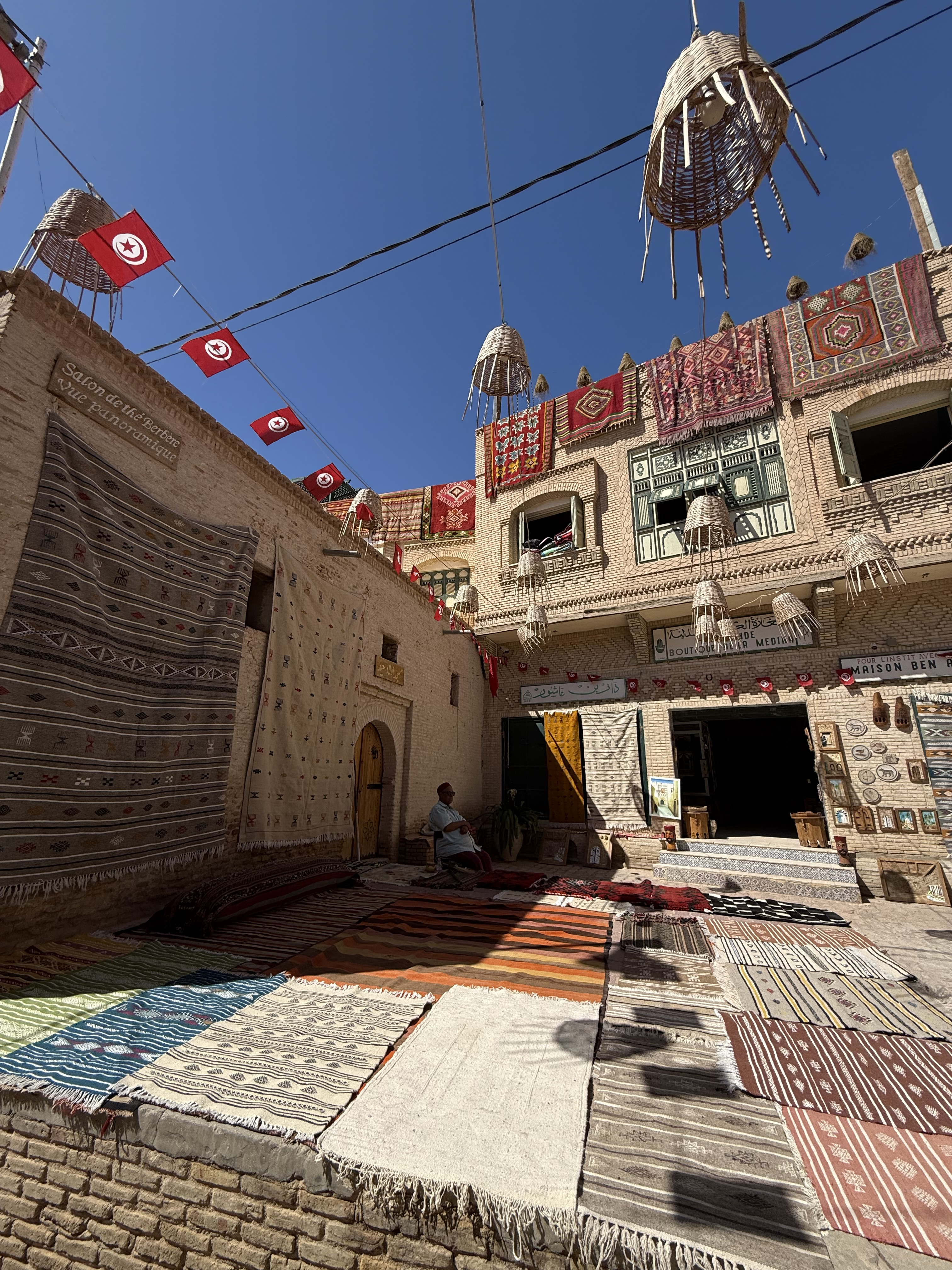
المدينة العتيقة